# Strzelectwo na Letnich Igrzyskach Olimpijskich 1908 – runda pojedyncza do sylwetki jelenia
Runda pojedyncza do sylwetki jelenia była jedną z konkurencji strzeleckich na Letnich Igrzyskach Olimpijskich 1908. Zawody odbyły się w dniu 9 lipca. W zawodach uczestniczyło 15 zawodników z 4 państw.
Każdy zawodnik oddał 10 strzałów do sylwetki jelenia z odległości 110 jardów. Cel w kształcie jelenia wykonywał 10 przebiegów o długości 75 stóp każdy. Każdy przebieg trwał 4 sekundy. Na sylwetce oznaczone były trzy okręgi. Za trafienie w sam środek przyznawano 4 punkty, za większy 3 punkty i za największy 2 punkty. Trafienie w cel, ale poza okręgi był nagradzany 1 punktem. Maksymalna liczba punktów do zdobycia wynosiła 40.

## Wyniki
| Miejsce | Zawodnik                   | Wynik |
| ------- | -------------------------- | ----- |
| 1       | Oscar Swahn                | 25    |
| 2       | Ted Ranken                 | 24    |
| 3       | Alexander Rogers           | 24    |
| 4       | Maurice Blood              | 23    |
| 5       | Albert Kempster            | 22    |
| 6       | James Cowan                | 21    |
| 6       | William Russell Lane-Joynt | 21    |
| 6       | Walter Winans              | 21    |
| 9       | Joshua Millner             | 20    |
| 10      | Charles Nix                | 19    |
| 11      | Ernst Rosell               | 17    |
| 12      | William Ellicott           | 16    |
| 13      | Léon Tétart                | 11    |
| 14      | Maurice Robion du Pont     | 6     |
| 15      | Augustin Barbillat         | 3     |
| –       | John Bashford              | DNF   |